# Distretti della Slovacchia

Distretti della Slovacchia

I distretti della Slovacchia (in slovacco: sing. okres, plur. okresy) costituiscono la suddivisione amministrativa di secondo livello del Paese, dopo le regioni, e ammontano a 79, compresi i 5 distretti in cui è suddivisa la capitale, Bratislava, e i 4 in cui è suddivisa la città di Košice; ciascun distretto si suddivide a sua volta in comuni.

## Caratteristiche
Mentre sia le regioni che i Comuni sono unità di divisione amministrativa ed entità autogovernanti, i distretti sono un po' più di mere unità statistiche. Nel tardo XX secolo, la situazione era differente, in quanto ogni distretto aveva il proprio Ufficio del Distretto (Okresný úrad), che rappresentava lo Stato nel distretto, ma dal 1º gennaio 2004, questi uffici vennero aboliti e rimpiazzati da Uffici di Circuito (Obvodný úrad), che sono di solito responsabili per diversi distretti (eccetto per il Distretto di Nové Zámky, che è l'unico distretto con due Uffici di Circuito), e hanno responsabilità minori.

## Lista
| Distretto                         | Capoluogo            | Popolazione (2011) | Superficie (km²) |
| --------------------------------- | -------------------- | ------------------ | ---------------- |
| Distretto di Banská Bystrica      | Banská Bystrica      | 111 242            |                  |
| Distretto di Banská Štiavnica     | Banská Štiavnica     | 16 595             |                  |
| Distretto di Bardejov             | Bardejov             | 77 859             |                  |
| Distretto di Bánovce nad Bebravou | Bánovce nad Bebravou | 37 128             |                  |
| Distretto di Bratislava I         | Bratislava           | 38 655             |                  |
| Distretto di Bratislava II        | Bratislava           | 108 362            |                  |
| Distretto di Bratislava III       | Bratislava           | 61 046             |                  |
| Distretto di Bratislava IV        | Bratislava           | 92 030             |                  |
| Distretto di Bratislava V         | Bratislava           | 111 135            |                  |
| Distretto di Brezno               | Brezno               | 64 196             |                  |
| Distretto di Bytča                | Bytča                | 30 609             |                  |
| Distretto di Čadca                | Čadca                | 91 710             |                  |
| Distretto di Detva                | Detva                | 32 896             |                  |
| Distretto di Dolný Kubín          | Dolný Kubín          | 39 520             |                  |
| Distretto di Dunajská Streda      | Dunajská Streda      | 116 492            |                  |
| Distretto di Galanta              | Galanta              | 93 594             |                  |
| Distretto di Gelnica              | Gelnica              | 31 272             |                  |
| Distretto di Hlohovec             | Hlohovec             | 45 761             |                  |
| Distretto di Humenné              | Humenné              | 64 446             |                  |
| Distretto di Ilava                | Ilava                | 60 578             |                  |
| Distretto di Kežmarok             | Kežmarok             | 70 487             |                  |
| Distretto di Komárno              | Komárno              | 103 995            |                  |
| Distretto di Košice I             | Košice               | 68 467             |                  |
| Distretto di Košice II            | Košice               | 82 676             |                  |
| Distretto di Košice III           | Košice               | 30 048             |                  |
| Distretto di Košice IV            | Košice               | 59 242             |                  |
| Distretto di Košice-okolie        | Košice               | 119 227            |                  |
| Distretto di Krupina              | Krupina              | 22 927             |                  |
| Distretto di Kysucké Nové Mesto   | Kysucké Nové Mesto   | 33 308             |                  |
| Distretto di Levice               | Levice               | 115 367            |                  |
| Distretto di Levoča               | Levoča               | 33 262             |                  |
| Distretto di Liptovský Mikuláš    | Liptovský Mikuláš    | 72 627             |                  |
| Distretto di Lučenec              | Lučenec              | 74 861             |                  |
| Distretto di Malacky              | Malacky              | 67 376             |                  |
| Distretto di Martin               | Martin               | 97 110             |                  |
| Distretto di Medzilaborce         | Medzilaborce         | 12 450             |                  |
| Distretto di Michalovce           | Michalovce           | 110 842            |                  |
| Distretto di Myjava               | Myjava               | 27 531             |                  |
| Distretto di Námestovo            | Námestovo            | 59 540             |                  |
| Distretto di Nitra                | Nitra                | 159 143            |                  |
| Distretto di Nové Mesto nad Váhom | Nové Mesto nad Váhom | 62 707             |                  |
| Distretto di Nové Zámky           | Nové Zámky           | 144 417            |                  |
| Distretto di Partizánske          | Partizánske          | 47 166             |                  |
| Distretto di Pezinok              | Pezinok              | 57 567             |                  |
| Distretto di Piešťany             | Piešťany             | 63 152             |                  |
| Distretto di Poltár               | Poltár               | 22 545             |                  |
| Distretto di Poprad               | Poprad               | 103 914            |                  |
| Distretto di Považská Bystrica    | Považská Bystrica    | 63 550             |                  |
| Distretto di Prešov               | Prešov               | 169 423            |                  |
| Distretto di Prievidza            | Prievidza            | 137 894            |                  |
| Distretto di Púchov               | Púchov               | 44 659             |                  |
| Distretto di Revúca               | Revúca               | 40 400             |                  |
| Distretto di Rimavská Sobota      | Rimavská Sobota      | 84 889             |                  |
| Distretto di Rožňava              | Rožňava              | 63 351             |                  |
| Distretto di Ružomberok           | Ružomberok           | 58 014             |                  |
| Distretto di Sabinov              | Sabinov              | 57 820             |                  |
| Distretto di Senec                | Senec                | 66 265             |                  |
| Distretto di Senica               | Senica               | 60 504             |                  |
| Distretto di Skalica              | Skalica              | 46 671             |                  |
| Distretto di Snina                | Snina                | 38 129             |                  |
| Distretto di Sobrance             | Sobrance             | 22 933             |                  |
| Distretto di Spišská Nová Ves     | Spišská Nová Ves     | 97 593             |                  |
| Distretto di Stará Ľubovňa        | Stará Ľubovňa        | 52 866             |                  |
| Distretto di Stropkov             | Stropkov             | 20 931             |                  |
| Distretto di Svidník              | Svidník              | 33 238             |                  |
| Distretto di Šaľa                 | Šaľa                 | 53 286             |                  |
| Distretto di Topoľčany            | Topoľčany            | 72 257             |                  |
| Distretto di Trebišov             | Trebišov             | 106 072            |                  |
| Distretto di Trenčín              | Trenčín              | 113 115            |                  |
| Distretto di Trnava               | Trnava               | 128 567            |                  |
| Distretto di Turčianske Teplice   | Turčianske Teplice   | 16 379             |                  |
| Distretto di Tvrdošín             | Tvrdošín             | 35 829             |                  |
| Distretto di Veľký Krtíš          | Veľký Krtíš          | 45 562             |                  |
| Distretto di Vranov nad Topľou    | Vranov nad Topľou    | 79 702             |                  |
| Distretto di Zlaté Moravce        | Zlaté Moravce        | 41 402             |                  |
| Distretto di Zvolen               | Zvolen               | 69 077             |                  |
| Distretto di Žarnovica            | Žarnovica            | 27 084             |                  |
| Distretto di Žiar nad Hronom      | Žiar nad Hronom      | 48 289             |                  |
| Distretto di Žilina               | Žilina               | 154 205            |                  |